# Dicranomyia (Dicranomyia) venustior
Dicranomyia (Dicranomyia) venustior is een tweevleugelige uit de familie steltmuggen (Limoniidae). De soort komt voor in het Neotropisch gebied.